# Gálvez (Argentina)
Gálvez é um município de 2ª categoria da província de Santa Fé, na Argentina.